# Руско-шведска война (1590 – 1595)
Руско-шведската война от 1590 – 1595 е започната от Борис Годунов с надеждата за спечелване на територията на херцогство Естония по протежение на залива на Финландия, завладяна от Швеция след предишната Ливонска война. Поради това според някои източници това тя е заключителен епизод на Северната 25-годишна война.
- Борис Годунов
- Контролът над крепостта Ивангород е във фокуса на войната
- Йохан III Шведски